# روونکی (روسیه)
روونکی (انگلیسی: Rovenki, Russia) یک شهرک در بخش روفنسکی استان بلگورود کشور روسیه است.